# Lucian W. Parrish

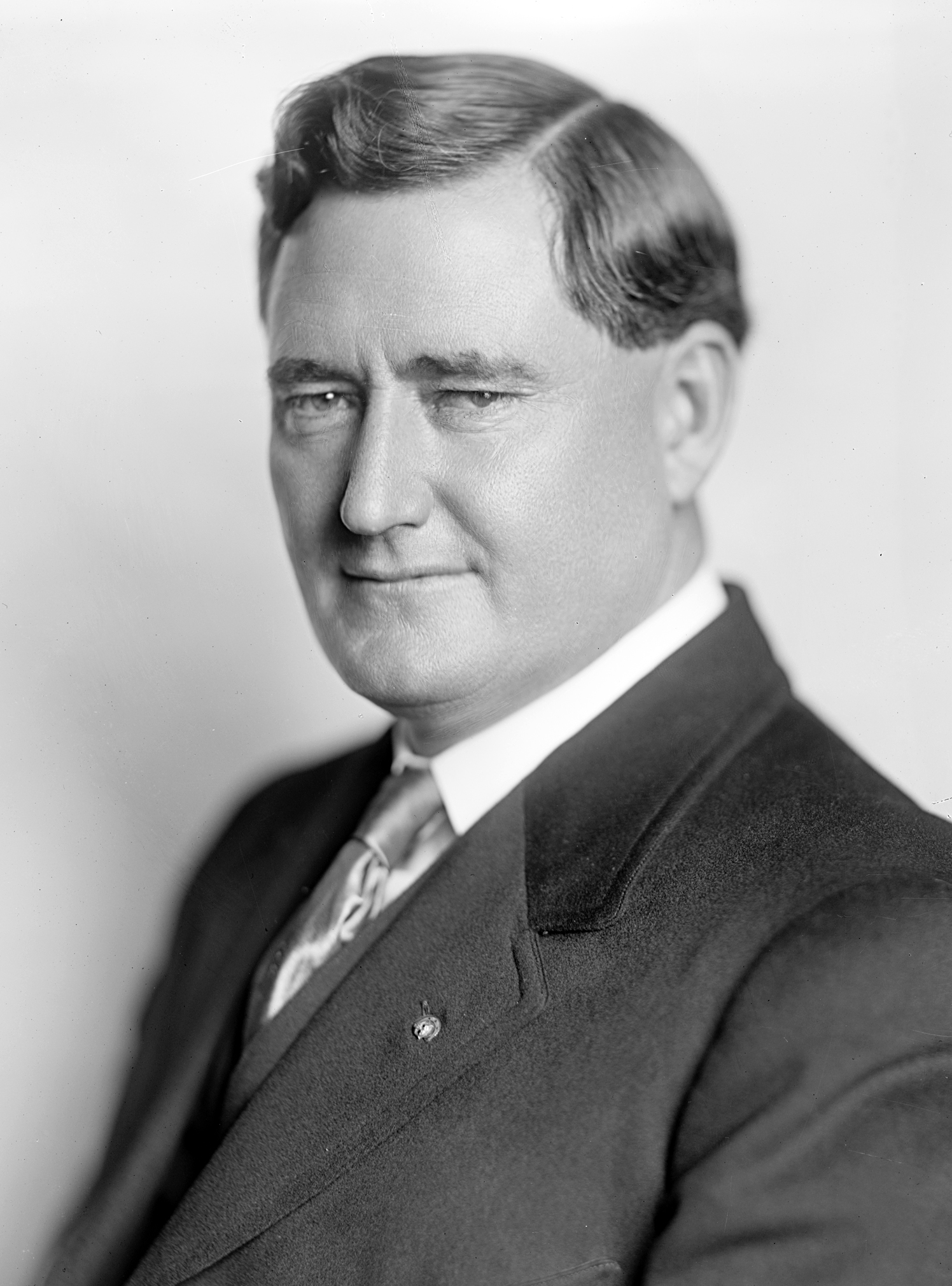
Lucian W. Parrish

Lucian Walton Parrish (* 10. Januar 1878 im Grayson County, Texas; † 27. März 1922 in Wichita Falls, Texas) war ein US-amerikanischer Politiker. Zwischen 1919 und 1922 vertrat er den Bundesstaat Texas im US-Repräsentantenhaus.

## Werdegang
Im Jahr 1887 kam Lucian Parrish mit seinen Eltern in das Clay County. Er besuchte die öffentlichen Schulen in Joy und Bowie. Danach studierte er am North Texas State Normal College in Denton. Anschließend arbeitete er zwei Jahre lang als Lehrer. Nach einem anschließenden Jurastudium an der University of Texas in Austin und seiner 1909 erfolgten Zulassung als Rechtsanwalt begann er in Henrietta in diesem Beruf zu arbeiten.
Politisch war Parrish Mitglied der Demokratischen Partei. Bei den Kongresswahlen des Jahres 1918 wurde er im 13. Wahlbezirk von Texas in das US-Repräsentantenhaus in Washington, D.C. gewählt, wo er am 4. März 1919 die Nachfolge von John Marvin Jones antrat. Nach einer Wiederwahl konnte er bis zu seinem Tod am 27. März 1922 im Kongress verbleiben. In dieser Zeit wurden der 18. und der 19. Verfassungszusatz ratifiziert. Lucian Parrish starb in Wichita Falls und wurde in Henrietta beigesetzt.